# Park Seo-joon
Dans ce nom coréen, le nom de famille, Park, précède le nom personnel.
Park Seo-joon (coréen : 박서준) de son vrai nom Park Yong-kyu (coréen : 박용규) né le 16 décembre 1988 à Séoul, est un acteur sud-coréen. Il est surtout connu pour ses rôles dans les séries télévisées suivantes : Itaewon Class (2020), Kill Me, Heal Me (2015), She Was Pretty (2015), Hwarang (2016 - 2017), Fight for My Way (2017) et What's Wrong with Secretary Kim  (2018) et le film Midnight Runners (2017).
Il est membre d'un groupe d'amis nommée "Wooga Squad", avec Peakboy, Choi Woo-shik , Kim Tae Hyung (V de BTS) et Park Hyung-sik . Ami de longue date de Choi Woo-shik, par le biais de drama et de jeux vidéos et de Peakboy, qui sont des anciens camarades de classes du lycée. La rencontre de Park Hyung-sik et V sur le lieu de tournage du drama "Hwarang" en 2016, va former le groupe. Le nom "Wooga Squad" vient de l'abréviation " Woori-ga Gajok-inka?" qui veut dire "Est-on une famille?". En 2022, les membres du groupe vont tourné un émission du nom de "In the Soop: Friendcation (Coréen: 인더숲우정여행", qui mettra en évidence leur amitié sur 4 épisodes,.

## Biographie

### Carrière
Il fait ses débuts dans le divertissement en 2011 en apparaissant dans le clip du single I Remember de Bang Yong-guk. Il apparaît ensuite dans les dramas télévisés Dream High 2 (2012),, Pots of Gold (2013), One Warm Word (2013) et A Witch's Love (2014). D'octobre 2013 à avril 2015, il est présentateur de l'émission Music Bank.
Il commence à se faire connaitre en 2015 dans les séries Kill Me, Heal Me et She Was Pretty. La même année, Park Seo-joon apparaît dans le thriller The Chronicles of Evil.
En 2016, Park Seo-joon joue dans le drama historique Hwarang: The Poet Warrior Youth aux côtés de l'actrice Go Ara,.
Il devient un acteur à succès grâce au teen drama Fight for My Way en 2017, jouant aux côtés de Kim Ji-won. La série télévisée est un grand succès en Corée du Sud. La même année, il décroche son premier rôle principal au cinéma dans le film d'action Midnight Runners avec Kang Ha-neul,. Il remporte le prix du « meilleur nouvel acteur » lors de grandes cérémonies de remise de prix telles que les Grand Bell Awards et la Korean Association of Film Critics Awards.
En 2018, il joue dans la série dramatique What's Wrong with Secretary Kim aux côtés de Park Min-young. La série est un grand succès et l'acteur reçoit des critiques positives de la part des journalistes, qui le surnomment le « maître de la comédie romantique »,,.
En 2020, il joue dans le drama de JTBC Itaewon Class basé sur le webtoon du même nom, interprétant le rôle de Park Sae-royi.

## Filmographie

### Cinéma
- 2011 : Perfect Game : Chil-goo
- 2015 : The Chronicles of Evil : Cha Dong-jae
- 2015 : The Beauty Inside : Woo-jin
- 2017 : Midnight Runners : Park Ki-joon
- 2018 : Be with You : Ji-ho
- 2019 : The Divine Fury : Yong-hoo
- 2019 : Parasite : Min-hyuk, l'ami de Ki-woo
- 2023 : Dream : Yoon Hong-dae
- 2023 : Concrete Utopia (콘크리트 유토피아) d'Eom Tae-hwa : Min-seong
- 2023 : The Marvels : le prince Yan D'Aladna

### Télévision

#### Séries télévisées
- 2012 : Dream High 2 : Si-woo
- 2012 : Shut Up Family : Cha Seo-joon
- 2013 : Pots of Gold : Park Hyun-tae
- 2013 : Drama Festival Sleeping Witch : Kim Him-chan
- 2013 : One Warm Word : Song Min-soo
- 2014 : A Witch's Love : Yoon Dong-ha
- 2014 : Mama older : Han Geu-roo
- 2015 : Kill Me, Heal Me : Oh Ri-on
- 2015 : She Was Pretty : Ji Sung-joon
- 2016 - 2017 : Hwarang : Moo Myung / Kim Sun-woo
- 2017 : Fight for My Way : Ko Dong-man
- 2018 : What's Wrong with Secretary Kim : Lee Young-joon
- 2020 : Itaewon Class : Park Sae-royi
- 2020 : Record of Youth : Song Min-su (guest)
- 2023 : La créature de Kyŏngsŏng : Jang Tae-sang

#### Émissions
- 2013 - 2015 : Music Bank sur KBS2
- 2018 : Youn's Kitchen (en) sur tvN (saison 2)
- 2021 : Youn's Stay (en) sur tvN
- 2022 : In the Soop: Friendcation (en) sur JTBC
- 2023 : La Cuisine de Jinny (en) sur tvN
- 2023 : La Cuisine de Jinny : L'Esprit d'Équipe sur tvN